# Monna Vanna
Monna Vanna er en italiensk stumfilm fra 1915 af Mario Caserini.

## Medvirkende
- Madeleine Céliat.
- Hamilton Revelle.
- François-Paul Donadio.
- Luigi Chiesa.
- Maria Caserini.